# Монастырь Святителя Иоанна Милостивого
Монастырь Святителя Иоанна Милостивого — упразднённый женский православный монастырь Муромской епархии Русской православной церкви, расположенный на центральной площади в посёлке городского типа Мстёра. С 11 марта 2014 марта на его месте действует архиерейское подворье. Управляющая — монахиня Фомаида (Зуйченко).

## История
Деревянная церковь в честь Иоанна Милостивого первые упоминается в писцовых книгах 1628—1630 годов. К середине XVII века при церкви был основан женский монастырь (вероятно, как домовой монастырь княгинь Ромодановских, некоторые из которых в документах упоминаются как монахини).
В 1764 году, в ходе секуляризационной реформы Екатерины II, монастыри в Мстёре были упразднены, а церковь Святителя Иоанна Милостивого преобразована в приходской храм.
В 1809 году деревянная церковь Святителя Иоанна Милостивого была разобрана и на её месте построен одноглавый каменный храм. В 1860-е годы на средства вязниковского промышленника, уроженца Мстёры О. О. Сенькова в храме был положен чугунный пол, расписаны стены бригадой мастеров из Палеха, а также перестроена колокольня. Благодаря этому почетному жертвователю, в храм приобретались ценные иконы и церковная утварь. В 1929 году церковь Иоанна Милостивого была опечатана, кресты и колокола сняты, дорогая утварь национализирована. В начале 1930-х годов храм был приспособлен под клуб: стенная роспись закрашена, построена сцена. Колокольня и ограда были разобраны, а часовня превращена в лавку по продаже керосина. В конце 1950-х годов часовню также разобрали.
В 2005 года распоряжением архиепископа Владимирского и Суздальского Евлогия (Смирнова) руинированная обитель в честь святителя Иоанна Милостивого была передана Знаменскому женскому монастырю в Гороховце «на предмет её строительства и восстановления с возобновлением в ней иноческой жизни». С 29 апреля 2009 года комплекс становится подворьем Благовещенского женского монастыря города Вязники. С 11 марта 2014 года указом епископа Муромского и Вязниковского Нила (Сычёва) подворье преобразовано в архиерейское подворье.